# Andreea Preda
Andreea Preda (n. 23 mai 2006, Constanța, România) este o gimnastă română, medaliată europeană. Preda a obținut aur pe echipe și bronz la bârnă la Campionatele Europene de Juniori de gimnastică artistică feminină din 2020.
La Jocurile Olimpice din 2024, ea a ocupat locul șapte în proba de echipe.